# Henric Trenk
Henric Trenk (de asemenea cunoscut sub numele de Henri sau Heinrich Trenk; n. 1818, Zug, Cantonul Zug, Elveția – d. 5 iulie 1892, București, România) a fost un pictor și fotograf român născut în Elveția, cunoscut pentru peisajele sale romantice și asocierea lui cu scriitorul și arheologul Alexandru Odobescu. 
A fost remarcat de Alexandru Odobescu pentru precizia topografică a schițelor sale. Odobescu căuta un însoțitor pe timpul călătoriilor sale de studiu, care să-i realizeze aspectul vestigiilor istorice și a monumentelor întâlnite. Astfel, Alexandru Odobescu l-a ales colaborator pe Henric Trenk în momentul în care Consiliul de Miniștri al Principatelor Unite a hotărât în data de 29 ianuarie 1860 măsurile pentru conservarea monumentelor. Lui Odobescu i-a revenit sarcina de a le identifica pe întinsul județelor Mehedinți, Vâlcea, Gorj, Dolj și Argeș. Ca urmare, în perioada anilor 1860 - 1861, l-a luat pe Trenk cu penița de tuș, creionul, acuarelele, guașele și mai ales laviul său și a pornit la drum. Trenk a realizat pe hârtie cu o siguranță demnă de un aparat fotografic, aspectul edificiilor vizitate împreună cu toate detaliile pe care Odobescu le dorea imortalizate. Trenk a înțeles rostul unei munci științifice. Așa cum a spus Ion Frunzetti, desenul său s-a transfigurat într-un document autentic. Ruinele cetăților istorice, odăjdiile vechi, mănăstirile, mormintele și pietrele funerare, icoanele, pridvoarele, fântânile, legăturile de evanghelii sau chiar facsimilul unei pagini, au fost consemnate de mâna impersonală a desenatorului. În opinia lui Frunzetti, pare că Trenk era absorbit cu totul în munca de imagist-arhivar și că a uitat cu desăvârșire că există ca persoană. El a simțit și a văzut absolut tot ceea ce nu făcea de fapt obiectul studiilor arheologice ale lui Odobescu.
Henric Trenk a fost un pictor care a contribuit prin opera sa la mișcarea împotriva academismului din România în perioada anilor 1864 - 1873.  Tablourile lui Trenk păstrează și în tehnica de execuție felul de a picta al peisagiștilor germani, elvețieni și tirolezi în special. Căutând să creeze o compoziție de factură clasicistă, artistul a căutat măreția covârșitoare a naturii, sublimul și mirificul ei. Pictorul elvețian a fost unul dintre artiștii care au contribuit la introducerea peisajului ca tematică autonomă în pictura românească. Trenk a fost un precursor al transformării pe care o va realiza geniul lui Nicolae Grigorescu. Prin modul de a imagina reprezentarea naturii, Trenk a rămas pentru o lungă perioadă de timp, un clasic ce a căutat o viziune maiestuoasă supraordonată față de om și în același timp independentă față de acesta. Din comentariile lui Ion Frunzetti reiese că artistul a alunecat uneori și spre o concepție romantică a peisajului.
A participat la mai multe Expoziții ale artiștilor în viață și ale Societății Amicilor Bellelor Arte din 1874. Critica de artă a considerat că data la care s-a stins moda și interesul pentru opera lui Henric Trenk a fost matematic fixată - momentul 1873 al ascensiunii lui Nicolae Grigorescu.

## Biografie
Henric Trenk a fost un pictor de origine elvețiană, el fiind născut la Zug în anul 1818. A studiat la Academia de Arte Frumoase din Düsseldorf, în Regatul Prusiei, provincia Rin. După terminarea studiilor de la academie, și-a petrecut o parte din tinerețe în Austro-Ungaria. El a ajuns pentru prima dată în Transilvania în jurul anului 1846 după Vasile Drăguț, iar după Ion Frunzetti acesta a ajuns în preajma revoluției din anul 1848. Ultima opinie a fost susținută cu existența unui portret[A] semnat și datat de Trenk la Sibiu cu anul 1847.
S-a mutat la Țara Românească în anul 1851, unde a rămas până la moartea sa Mai târziu în viață, Trenk a primit cetățenia română.
El a venit pentru ca să se asocieze cu Alexandru Odobescu, și a fost numit de către acesta din urmă ilustrator oficial al revistei tipărite de Comisia de Monumente Istorice. Trenk a călătorit de-a lungul timpului prin Muntenia și Oltenia, creând un număr mare de picturi în ulei cu scene rurale, relicve istorice, și scene naturale—inclusiv mai multe reprezentări ale Oltului, în apropiere de Mănăstirea Cozia. Pentru un timp, a predat desenul la București, și i-a avut printre elevii săi pe pictorul român Ion Andreescu.

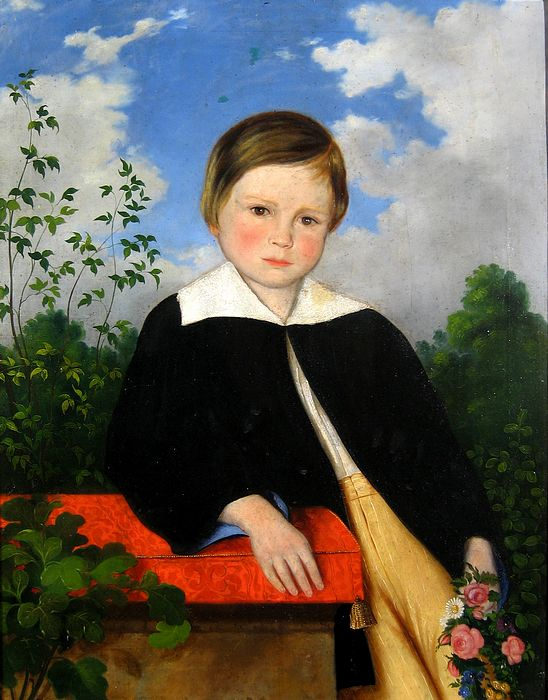
Julius Sigerus copil, Muzeul Brukenthal

După afirmațiile lui Emil Sigerus, Henric Trenk a fost profesor de desen la o Școală de fete din Sibiu. Veniturile și le rotunjea cum putea, deoarece nici pictura nu avea o piață prea rentabilă în Ardeal. Ca și în Principatele Române, genul cel mai căutat era portretul de familie. Așa a ajuns el să picteze pe membrii familiei Sigerus, pe viitorii senatori sibieni „Magistrats Obernotär" - Karl Sigerus (1812-1868), sau pe Iulius Sigerus. În portretul celui din urmă apare un adolescent în pantaloni galbeni cu dungi galbene, într-o haină albastru închis, totul fiind compus cu aerul vienez al epocii. Acest stil s-ar explica în cazul în care artistul a trecut prin Viena înainte de stabilirea sa la Sibiu și chiar dacă s-ar face abstracție de o astfel de ipoteză, o influență a portretului ce caracterizează stilul Biedermeier poate fi explicată și prin faptul că orașele ardelenești erau de fapt niște sucursale ale Imperiului Austro-Ungar.
Pe lângă cele două portrete amintite, mai există la Sibiu încă unul de mici dimensiuni care-l are ca protagonist pe Karl Schelker figurat cu o haină brună cenușie și o vestă cenușie datată în anul 1856.  După părere proprietarului lucrării - d-rul J. Bieltz, acest lucru arată că Trenk s-ar mai fi întors la Sibiu după stabilirea sa definitivă la București.  Ion Frunzetti a emis o teorie prin care a concluzionat că Henric Trenk nu-și recruta clientela din rândul funcționarilor de rang înalt așa cum era familia Sigerius.  Astfel, artistul a executat lucrări la comandă, probabil ieftine în opinia lui Frunzetti, folosind materiale la un preț scăzut, așa cum era cartonul pe care l-a pictat pe Schelker, cu dimensiuni reduse.  Concluzia, ținând cont de faptul că fotografia nu pătrunsese încă în Ardeal, a fost că Trenk a îndeplinit funcția fotografilor.  Desigur că făcea în special și peisaje pentru plăcerea lui, așa cum este Peisajul stâncos din colecția d-rului Bielz. În acest peisaj ținut în tonuri de galben se pot vedea calitățile cele mai relevante ale lui Trenk.
La Muzeul Brukenthal din Sibiu în Secția de Arheologie, se păstrează un document în care se poate vedea cum arăta orașul la mijlocul secolului al XIX-lea. Acesta este o pictură nesemnată sau datată, dar certificată în anul 1885 ca fiind executată în 1846. Lucrarea este atribuită lui Henric Trenk și ilustrează o imagine din Oberstadt. Ea nu este lipsită de anume calități, însă fiind foarte rece, cu tonuri locale neanalizate optic, ea pare mai degrabă opera unui arhitect decât a unui pictor. Argumentele se identifică vizual prin desenul de tip liniar dus până la geometrie. Se vede cu plenitudine absența artistului din lucrare, ea putând fi cu ușurință catalogată ca un rezultat al unui meșteșugar corect. Unul din motivele pentru care i s-a atribuit lucrarea este că, în anul 1851, având venituri insuficiente, pictorul a acceptat să facă pentru un negustor sibian o firmă în care a înfățișat un țăran de la munte. Dacă Trenk a fost nevoit să accepte o asemenea comandă, este simplu de înțeles că i-a fost ușor să părăsească Sibiul pentru București.

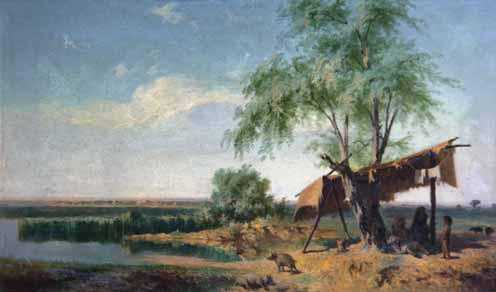
Malurile Lacului Căldărușani

Ajuns la București, este probabil ca acesta să fi făcut și portrete, dar nu au rămas contemporaneității nici unul. Cu siguranță se știe, a spus Ion Frunzetti, că artistul s-a impus mai mult ca desenator decât ca pictor. A fost remarcat de Alexandru Odobescu pentru precizia topografică a schițelor sale. Odobescu căuta un însoțitor pe timpul călătoriilor sale de studiu, care să-i realizeze aspectul vestigiilor istorice și a monumentelor întâlnite. Astfel, Alexandru Odobescu l-a ales colaborator pe Henric Trenk în momentul în care Consiliul de Miniștri al Principatelor Unite a hotărât în data de 29 ianuarie 1860 măsurile pentru conservarea monumentelor. Lui Odobescu i-a revenit sarcina de a le identifica pe întinsul județelor Mehedinți, Vâlcea, Gorj, Dolj și Argeș. Ca urmare, în perioada anilor 1860 - 1861, l-a luat pe Trenk cu penița de tuș, creionul, acuarelele, guașele și mai ales laviul său și a pornit la drum. Trenk a realizat pe hârtie cu o siguranță demnă de un aparat fotografic, aspectul edificiilor vizitate împreună cu toate detaliile pe care Odobescu le dorea imortalizate.
Colaborarea dintre Alexandru Odobescu și Henric Trenk a apărut în presa acelor timpuri în mai multe periodice. Era pentru prima oară când se întâmpla o asemena acțiune în România. Gheorghe Tattarescu s-a oferit voluntar simultan cu Trenk pentru o asemenea misiune, dar nu a însoțit de fapt pe niciunul dintre cei patru oameni de cultură desemnați de către minister. Tattarescu a pornit singur în urma lui Alexandru Pelimon, dar cel mai adesea acolo unde căuta comenzi pentru zugrăvirea bisericilor.
Prin diferență cu Tattarescu, Trenk a înțeles rostul unei munci științifice. Așa cum a spus Ion Frunzetti, desenul său s-a transfigurat într-un document autentic. Ruinele cetăților istorice, odăjdiile vechi, mănăstirile, mormintele și pietrele funerare, icoanele, pridvoarele, fântânile, legăturile de evanghelii sau chiar facsimilul unei pagini, au fost consemnate de mâna impersonală a desenatorului. În opinia lui Frunzetti, pare că Trenk era absorbit cu totul în munca de imagist-arhivar și că a uitat cu desăvârșire că există ca persoană. El a simțit și a văzut absolut tot ceea ce nu făcea de fapt obiectul studiilor arheologice ale lui Odobescu.

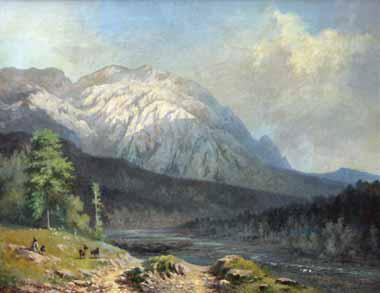
Muntele Negoiu din Carpați

Sporadic, artistul în lucrările sale îi mai scapă câte-o observație cu privire la priveliștea profană a locurilor vizitate. Edificator în acest sens, dintr-o mulțime de desene apare la numărul 67 mențiunea - „Ocnă sistematică din districtul Vâlcea", ceea ce se traduce într-o viziune a muncii subterane de tip dantesc în clarobscur. Despre peisajul nr. 56, mențiunea - „Pod și cascadă pe apa Bistriței, în dosul Mănăstirii", se poate spune că l-a atras. Majoritatea desenelor lui Trenk au fost expuse la Expoziția artiștilor în viață din anul 1865 și la Expoziția Societății Amicilor Bellelor Arte din anul 1873 din sala Herdan. Încă din acei ani unele dintre ele au fost reproduse.
La expoziția din anul 1873 vedetele erau picturile lui Nicolae Grigorescu printre care se numărau peisajele lui atât de trecute prin filtrul său personal, fiind atât de grăitoare și de calde. Natura relevată prin artă, a inundat pur și simplu simezele expoziției din acel an. Cum gustul publicului s-a mai educat pe parcursul a trei ani de când Grigorescu s-a anunțat a fi un nume în pictura românească, prin participarea sa la Expoziția artiștilor în viață din anul 1870, pictorii care au continuat să-și exercite vechile tematici și stiluri în anul 1873, nu au mai avut succes. Henric Trenk a trebuit să asiste la momentul capital din istoria picturii din România. Și el a fost unul dintre artiștii care au pregătit acest moment de erupție a peisajului însă, cu toate acestea fenomenul în sine nu i se clarificase în propria conștiință.
La Expoziția din anul 1865, Henric a participat cu două peisaje, așa cum apare de altfel în Catalogul manifestării, intitulate „Muntele Negoiu din Carpați" și „Malurile lacului Căldărușani”. Pictura acestuia nu a trecut neobservată, în timp ce presa a lăudat fidelitatea desenelor pe care le-a făcut însoțindu-l pe Alexandru Odobescu, fără să treacă cu vederea neajunsurile cu privire la tehnica de execuție. Cronicarii au remarcat că:
„... Dr. Trenk, peisagist a figurat o vedută din România... Stilul e frumos, efectele atmosferice ar fi pline de dulceață și poezie; Dl. Trenk are însă coloritul greu; tabelele sale fac efectul d-a te doborî la pămînt. E păcat că atîta gust, imaginație, că atîtea calități de perspectivă ajung prin defectul s-a empâter (sic I) a nu dobîndi succesul ce merită”.
În periodicul „La Voix de la Roumanie" i s-au adus critici similare. Făcând referire la cele două peisaje, Ange Pechméja redactor la rubrica de artă plastică a spus că „...Dl. Trenk excelează în a trata stîncile, terenul. Frunzișul arborilor săi este mult mai puțin satisfăcător. Cît despre figuri, din fericire destul de rare, avem regretul dar și franchețea de a adăuga că ele sînt sub orice critică, peisajul neputînd decît să cîștige dacă devine complet solidar, noi îl sfătuim foarte merios pe artist să-și depopuleze priveliștile”.

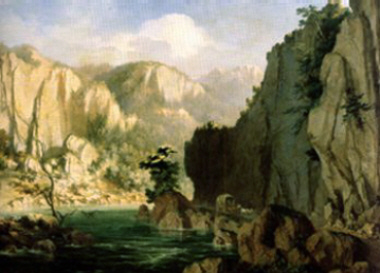
Oltul la Cârlige

În analiza sa, Ion Frunzetti a socotit că spusele lui Ange Pechméja au totuși un sâmbure de adevăr care se traduce și printr-o ironie. Figurile înfățișate de acest peisagist sunt adeseori greoaie și toți criticii din acele timpuri i-au imputat o „oarecare greutate și lipsă absolută a transparenței". În mențiunile istoricului de artă, Trenk a fost un pictor care avea fără îndoială un spirit necontestat al observării unei priveliști din natură. Chiar nașterea lui în Elveția, cea cu peisaje naturale peste măsură de frumoase, a lăsat în amintirea sa impresii încă din copilărie. De aceea, Frunzetti a opinat că artistul nu a făcut întâmplător peisaje din Munții Carpați în care a regăsit ecourile măreției Alpilor natali. De asemenea criticul a considerat că tablourile lui Trenk păstrează și în tehnica de execuție felul de a picta al peisagiștilor germani, elvețieni și tirolezi în special. Căutând să creeze o compoziție de factură clasicistă, artistul a căutat măreția covârșitoare a naturii, sublimul și mirificul ei.
Peisajul de tip clasicist, deși este supraordonat omului, nu este un decor cotidian al acțiunii umane, ci este un spațiu sacru în care se desfășoară ceremonia unei contemplații estetice. Viziunea clasicilor este una în care subordonarea omului față de peisaj este o trăsătură tipică. O dată cu apariția romantismului, peisajul a devenit o stare de suflet. Romantismul a avut rolul de a umaniza peisajul prin proiectarea de sentimente umane peste natural și atribuirea cadrelor naturii de simțire și voință. Ulterior, viziunea realistă a venit cu un nou concept al peisajului prin influența pe care peisagiștii olandezi au adus-o. Realismul s-a constituit ca o expresie a claselor sănătoase, în ascensiune, care a conceput reprezentarea peisajului ca pe un decor obișnuit al muncii și vieții omului. El era de fapt un cadru simplu și firesc al existenței cotidiene.

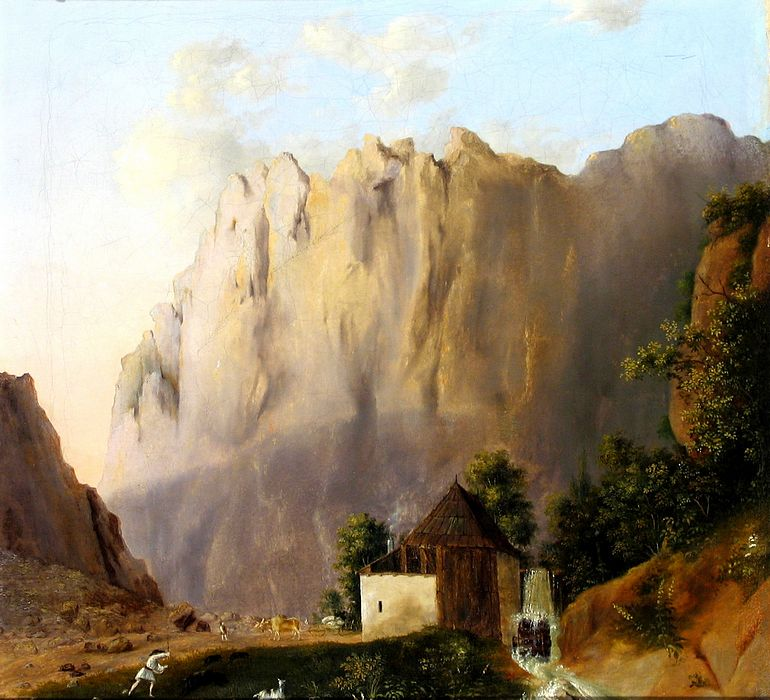
Intrare în Cheile Turzii

Punerea în același plan a peisajului cu omul, la același nivel, a fost de fapt progresul pe care realismul l-a adus în pictura secolului al XIX-lea. Henric Trenk a fost unul dintre artiștii care au contribuit la introducerea peisajului ca tematică autonomă în pictura românească. El s-a poziționat pe o atitudine de frondă împotriva academismului pe care l-au instaurat în artele plastice din România - Emanoil Panaiteanu-Bardasare și Gheorghe Tattarescu. Trenk a fost un precursor al transformării pe care o va realiza geniul lui Nicolae Grigorescu. Prin modul de a imagina reprezentarea naturii, Trenk a rămas pentru o lungă perioadă de timp, un clasic ce a căutat o viziune maiestuoasă supraordonată față de om și în același timp independentă față de acesta. Din comentariile lui Ion Frunzetti reiese că artistul a alunecat uneori și spre o concepție romantică a peisajului. Această opinie a fost argumentată cu comentariile critice ale lui Ange Pechméja exprimate cu ocazia Expoziției artiștilor în viață din anul 1865: „Ceea ce ne place mai mult, este un clar de lună pe țărmurile unei insule împădurite unde cîteva căsuțe își pâlpâie luminile: efect foarte larg, foarte just, plăcut din toate punctele de vedere". Comentariile lui Pechméja ar fi fost făcute față de miniaturile în ulei care se află astăzi la Muzeul Național de Artă al României.
La Expoziția artiștilor în viață din anul 1868, Henric Trenk a expus o lucrare asemănătoare cu Muntele Negoiu din Carpați intitulată Oltul al Cârlige, datată tot în anul 1868.[B] Pictura înfățișează un peisaj de factură clasică ca și cel în care apare Mănăstirea Cozia. Peisajul este luminat de un soare aflat la asfințit ce aruncă pe malul din fund al Oltului reflexe roșiatice. Perspectiva aeriană este destul de reușită, ecourile alpine apar în splendoarea lor, totul fiind îmbinat de precizia arheologică a călătorului ce l-a însoțit pe Obedeanu cu nostalgia elvețianului expatriat. Părerile criticii din acele timpuri au fost negative în ce privește figurile mărunte executate aproape miniatural - un om cu un cal pe care-l ține de căpăstru, un călugăr și câteva personaje într-o barcă. Frunzetti a fost de o părere contrară, considerând figurile reprezentate ca fiind destul de reușite.

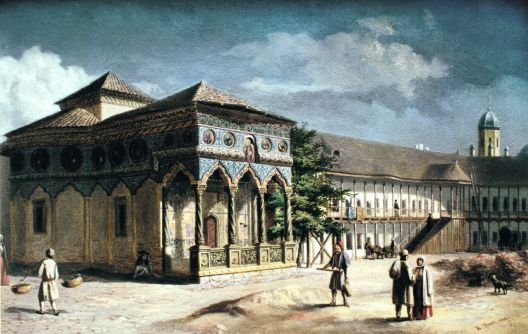
Biserica Stavropoleos

În anul 1859, Trenk a pictat tabloul intitulat Casa de Baltă.[D] Acest peisaj nu are nimic înălțător, este mai realist, neidelizat. Totul pare a fi creat într-un cadru al acțiunilor de zi cu zi ale țăranului de la Dunăre. Asta se vede în multe din elementele constitutive ale peisajului: porcii fugăriți de câini, personaje care dorm cu capul pe o traistă, care beau la o masă sub o streașină. Animalele de prin curte - boii, porcii și găinile dau un instantaneu deosebit de reușit. Pe de altă parte, Henric Trenk dă dovadă de o minuțiozitate remarcabilă în reprezentarea costumelor și în tratarea cu o tehnică de miniaturist a figurilor. Din spusele lui Ion Frunzetti, această pictură este primul peisaj mai realist pe care l-a făcut Trenk.
Ajuns la București, pictorul s-a desprins în lucrările sale de reprezentarea pitorească a orașului oriental, care are vizibile reminiscențe ale satului tradițional. Similar lui Carol Popp de Szathmári, Henric Trenk a fost atras de marile aglomerări urbane. Astfel, el a expus în anul 1868 o acuarelă care a fost considerată de către presă „din cele mai originale". Acuarela se numea Târgul de iarnă și a fost achiziționată pentru colecția regală în acel an.[E] Tabloul realizat în anul 1867, înfățișează un bâlci la București. Pe pânza de mari dimensiuni, peisajul este redus la minim și personajele ocupă centrele de interes până la refuz. Mulțimea pestriță de oameni îmbrăcată în parte în costumele pitorești de o factură orientală, așa cum erau îmbrăcați pe vremuri precupeții, sunt grupate după interese lor. Fondul este ocupat de case acoperite cu zăpadă care se profilează pe cerul cenușiu. Pe ici, pe colo, se vede câte un negustor cu cizme ce poartă în brațe marfa. Mai încolo, apare un covrigar sau un alvițar arnăut. Centrul compoziției este ocupat de o umbrelă roșie, ninsă, specifică comercianților. În partea dreaptă, lângă o streașină înghețată cu țurțuri, se află un car cu fân. Cu toate că lungimea pânzei este disproporționată în raport cu lățimea ei (99,5x45 cm), compoziția apare unitară și fiecare figură a fost bine individualizată.

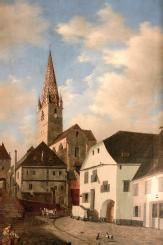
Biserica Evanghelică din Sibiu
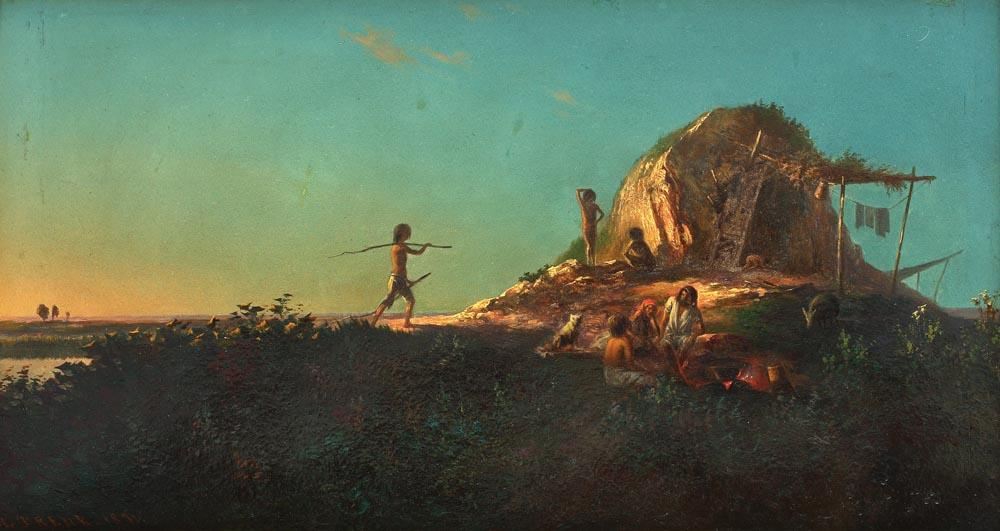
Nomazi
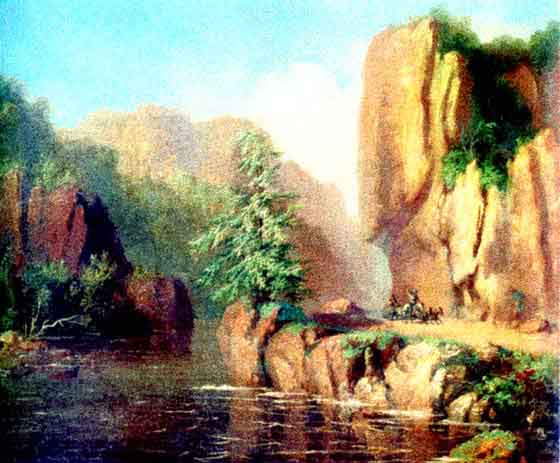
Peisaj montan
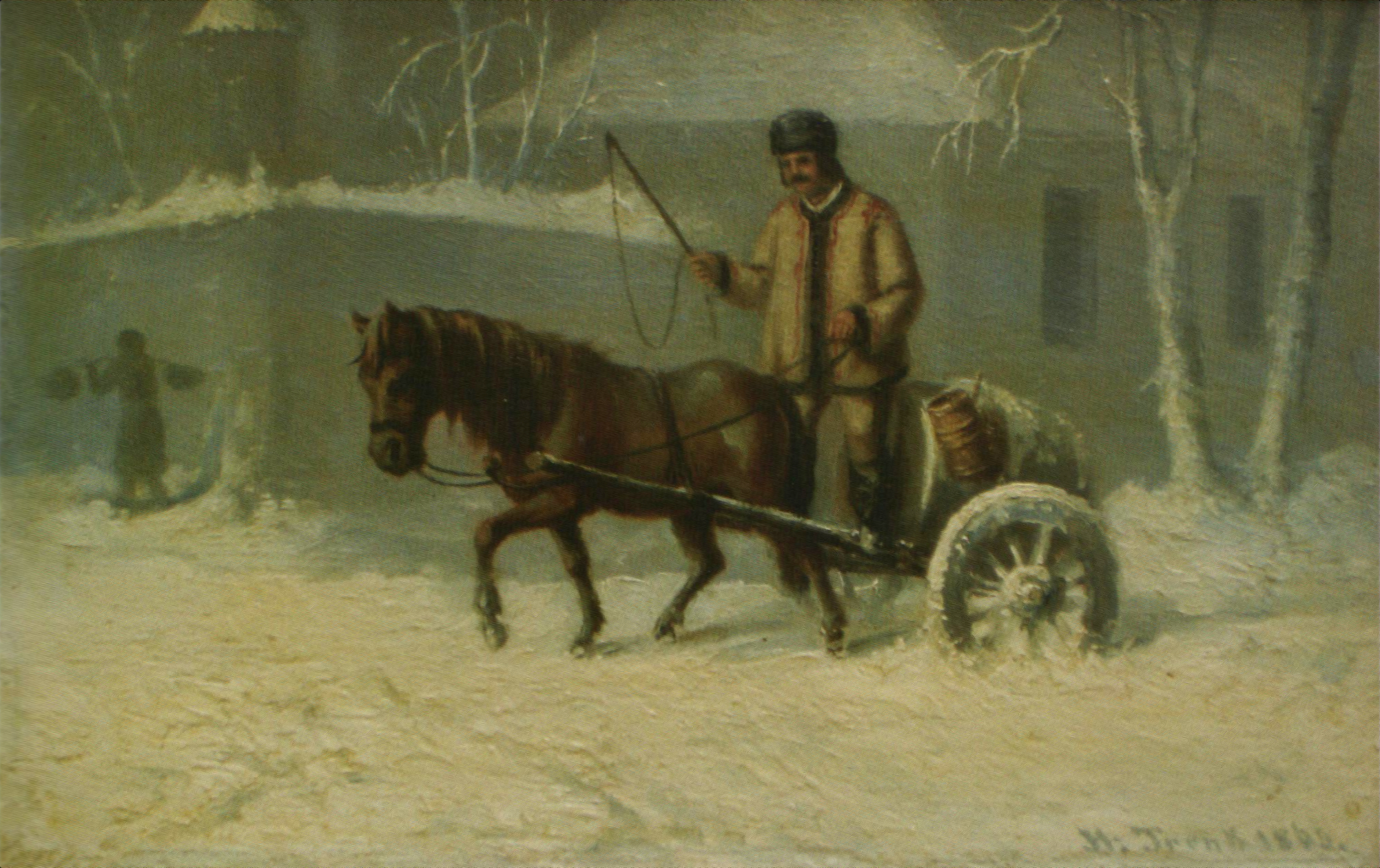
Sacagiu

Ca și Târgul de iarnă, este și lucrarea Sacagiul, amândouă reprezentând o marcă a interesului social pe care l-a manifestat Henric Trenk. Fiind pictat pe lemn, de dimensiuni reduse, Sacagiul înfățișează un personaj îmbrăcat într-o bluză albastră, desculț, cu o căciulă pe cap, cu ițarii suflecați, în miezul unei zile de vară călduroase. Sacagiul mână un cal alb, costeliv, ce trage o saca cu două roți, cu o cofă spânzurată de un butoi. Acesta, plimbă marfa pe o uliță din București pe sub ziduri de case și biserici, trecând pe lângă coviltirele negustoresei de pepeni aflată într-un colț al străzii. Această lucrare este o dovadă a interesului lui Trenk pentru imortalizarea unor scene pitorești, deoarece era cunoscut faptul că astfel de teme atrăgeau atenția amatorilor de tablouri. Prin aceste realizări plastice, Trenk a lăsat urmașilor adevărate documente ale vieții sociale ale acelei epoci, majoritatea picturilor sale încadrându-se într-un vizibil caracter de reportaj. Astfel, prin înfățișarea străzilor bucureștene din acele vremuri și a oamenilor cu costumația lor tradițională de atunci, temele picturii românești s-au îmbogățit prin operele realiste care au o factură de reportaj - ale lui Carol Popp de Szathmári și Henric Trenk.
La Ministerul Artelor s-a prezentat, în iunie 1950, spre achiziționare, un mic tablou reprezentând precupeți pe o stradă din București: un găzar, un zarzavagiu, în plină stradă, în care mai apar și alte personaje. El este un fals atribuit lui Theodor Aman. Acest mic tablou este probabil a lui Henric Trenk din ultima fază de creație.
Analizându-i opera din ultimii ani de viață, Ion Frunzetti a găsit influențe din partea lui Nicolae Grigorescu. Criticul de artă a socotit că gloria lui Grigorescu l-ar fi intrigat pe Trenk, fapt pentru care a încercat sa-l imite pe maestrul de la Câmpina. Așa a realizat idila țărănească numită Pârleazul, aflată astăzi la Muzeul Național de Artă al României. Țăranul reprezentat în această lucrare, nu mai certifică un interes etnografic ca în desenele lui Szathmári, ci este înfățișat doar pentru a-l face centrul atenției. Acest rezultat, face ca tabloul să nu se explice în opera lui Trenk fără a lua în considerare influența lui Grigorescu. Lucrarea în sine nu relevă o atitudine a artistului care să fie rece, a unui reporter care noteaza ceea ce observă, ci una care suferă de coparticipare afectivă cu modelul. Pictura aceasta a fost datată în anul 1873, exact în momentul de maximă receptare a pieței locale a operei lui Nicolae Grigorescu. Ca urmare, Trenk nu mai putea să continue cu vechile sale formule. Deși el era un precursor al acelorași tendințe, Trenk a rămas până la sfârșitul vieții doar un meșteșugar corect, puțin arhaic și fără substanță proprie.
Ion Frunzetti a considerat că data la care s-a stins moda și interesul pentru opera acestui palid precursor a fost matematic fixată - momentul 1873 al ascensiunii lui Nicolae Grigorescu.
La capitolul realizări este notabil faptul că artistul a fost folosit ca specialist în fixarea imaginii documentare de monumente, pietre funerare și epigrafe. El a ilustrat studiul lui Alexandru Odobescu despre Tezaurul de la Pietroasa. Confundându-și meseria de documentarist cu arta, Henric Trenk a expus la Expoziția Societății Amicilor Bellelor Arte din anul 1873 toate desenele sale seci ca pe niște opere valabile. Ca urmare a reputației pe care a obținut-o prin activitatea sa împreună cu Odobescu, Trenk a obținut și o comanda pentru a zugrăvi o biserică. Frunzetti a opinat că această comandă ar fi fost obținută printr-o eroare. Astfel, în anul 1862, Henric Trenk a început să zugrăvească cele două coloane , colorate într-un galben antic cu ulei, aflate în pridvorul Mănăstării Antim din București.
Henric Trenk a pictat scene din Câmpia Română—târguri, hanuri, pensiuni, precum și  portrete ale unor persoane de etnie romă. Deși erau apreciate pentru realism (fără precedent în arta românească), aceste lucrări au atras critici pentru impersonalitatea lor.
Din activitatea lui Trenk, se mai știe că s-ar fi ocupat și cu fotografia, similar lui Szathmári. Au rămas în această direcție, două litografii mediocre reproduse în Buletinul Ministerului Instrucției Publice (martie - aprilie 1868). După anul 1873, artistul continuă să lucreze reluându-și temele care au fost doar schițate cu ani în urmă. Așa sunt două tablouri mari datate în anul 1876 și 1877, care sunt reluări ale unor peisaje făcute cu prilejul redactării albumului lui Odobescu.[F] Astfel, apar în peisaje mănăstirile și se simte în reprezentarea lor o oboseală și o lipsă a unei observații directe luate din natură. Toate aceste reluări sunt inferioare schițelor făcute cu ani în urmă. A murit în 5/17 iulie 1892 la vârsta de 74 de ani.[G]

## Desenele lui Trenk
Alexandru Tzigara-Samurcaș a publicat în anul 1907, patru din cele 75 de planșe după desenele lui Henric Trenk și în 1910 încă șase planșe. Cu ocazia expoziției organizată de Societatea Amicilor Bellelor-Arte la Sala Herdan din București din anul 1873, au fost expuse șaizeci și două din cele șaptezeci și cinci de planșe (vezi catalogul expoziției). În revista Convorbiri literare din mai 1907 au fost publicate patru planșe. Există mențiuni documentare care precizează că se vindeau la comandă copii după planșe amintindu-se că „... se pot face cu ulei pe hîrtie ceruită, altele cu aquarelă, altele cu sepia și altele cu tuș". Prețul unei copii era de cinci galbeni.
Lista monumentelor reproduse de artist sunt:
| La Muzeul de artă națională : - Mănăstirea Robaia, schit din Jud. Argeș; - Brădetul, schit pe apa Vîlsanului; - Ruinele cetățuii lui Vlad Țepeș, la Căpățineni, pe Argeș; - Ruina cetățuii lui Țepeș, văzută de aproape; - Mănăstirea Cotmeana, jud. Argeș; - Ostrovul, schit în apa Oltului; - Berislăvești, mănăstire în districtul Argeș (?), pe apa Coziei; - Mormântul lui Neagoe Basarab; - Brătășeștii, metoh al Episcopiei de Argeș; - Ruinele Sânnicoarei, la Curtea de Argeș; - Mănăstirea Tutana, în districtul Argeș; - Mormânt și basorelief presupuse ale lui Radu Negru, în Biserica Domnească de la Curtea de Argeș; - Cruce de lemn sculptat, Mănăstirea Curtea de Argeș; - Brădiceni, Vălenii, Costeștii, Bascovul, patru schituri de călugărițe în districtul Argeș; - Mănăstirea Cozia, pe apa Oltului; - Turnul, schitului de călugări, lângă Cozia; - Pridvor și fântână, în curte, la Cozia; - Stânișoara, chinovie de călugări, pe muntele Cozia; - Inotești, metoh al Coziei, lângă Râmnicul Vâlcei; - Două metohuri ale Coziei: Scăueni; - Trivale, lângă Pitești; - Mormântul călugăriței Teofana, mama lui Mihai Viteazul, în Biserica de la Cozia; - Schituleț de pustnici în munții Bărbătești, la obârșia Otăsăului; - Peștera Cuviosului Antonie, la Ezer; - Episcopia de la Râmnicul Vâlcei; - Ruinele Schitului Sfântul Ioan, lângă Hurezi; - Mănăstirea Cornetu, pe Olt; - Mănăstirea Hurezi; - din nou Ruinele schitului Sfântul Ioan, lângă Hurezi; - Mănăstirea Cornetul, pe Olt, văzută dinspre Nord; - Ezerul, schit pe apa Cheiei; - Matca apei Bistrița, din dosul mănăstirei; - Capelă. în peștera de la Bistrița; - Schitul de Subt piatră, la Costești, lîngă Bistrița; - Păpușa, schituleț lângă Bistrița; - Mănăstirea Bistrița, sub muntele Arnotei; | - Meșterii care au zidit mănăstirea Hurezi; - Jupânița Culea; - Jupân Datko; - Jupân Danciu. (rude ale lui Matei Vodă, în biserica de la Arnota); - Epitraful de la Bistrița; - Postelnicul Cantacuzino cu soția și șase fii ai săi, de la Hurezi; - Epitaf de la Hurezi; - Matei Vodă Basarab și Doamna sa Elena, de la Arnota; - Fragment din coroana Maicii Domnului, de la Mănăstirea Dintr-un lemn; - Icoana Maicii Domnului, Mănăstirea Dintr-un lemn; - Icoana Sfântului Procopie, Bistrița; - Comana Bujoreanului, schituleț pe apa Olănești; - Bolnița de la Mănăstirea Hurezi; - Odoare dăruite de Matei Basarab Arnotei și Ostrovului; - Surpatele și Manu, două schituri de călugărițe în județul Vâlcea; - Sărăcinești, schit pe apa Râmnicului; - Dobrușa, schit în ruine, aproape de Drăgășani; - Schitul Titireciul, pe muntele Ocnei Mari, din Vâlcea; - Schitul Șerbănești, lângă Drăgășani; - Flămânda, metoh al Episcopiei de Râmnic, în lunca Topologului; - Bolnița sau capela de lemn, la mănăstirea Dintr-un lemn; - Portret al lui Constantin Brâncoveanu, după o gravură din 1712; - Ruinele mănăstirei Stănești, de lângă Drăgășani; - Mormântul lui Stroe Buzescul Stolnicul, la Stănești; - Fedeleșorul, schit pe apa Oltului; - Mormântul lui Matei Basarab, la Arnota; - Mănăstirea Govora, în districtul Vâlcea; - Gravură pe lemn dintr-o carte tipărită de Matei Basarab, de la Hurezi; - Masa lui Traian, în apa Oltului; - Pod și cascadă pe apa Bistriței, în dosul mănăstirii; - Ocna sistematică din districtul Vâlcea; - Crucea lui Leon Vodă, din București; - Peisaj de iarnă (București ?); - Peisaj; - O biserică pe malul unei ape (București ?); - Ruinele de la Herăstrău, București; - Reproducerea unei gravuri din cartea lui Dimitrie Cantemir Divanul lumei; - Armele Principatelor Române. |

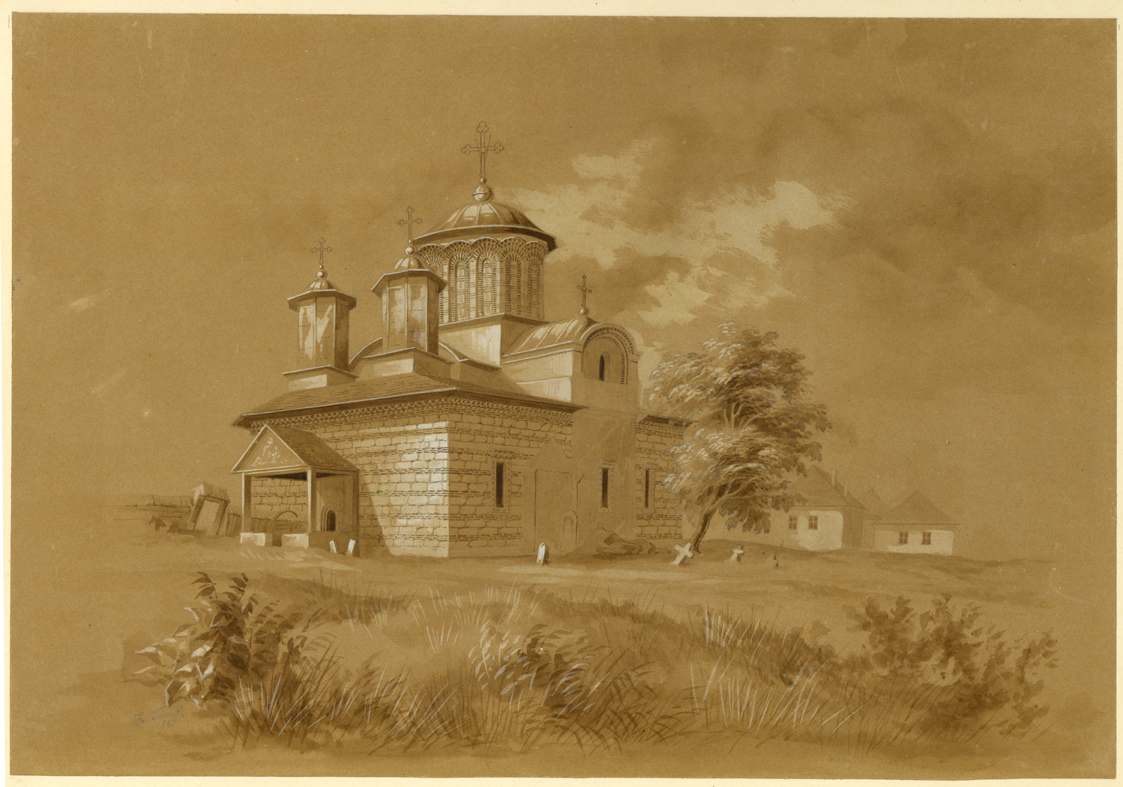
Biserica Domnească din Curtea de Argeș
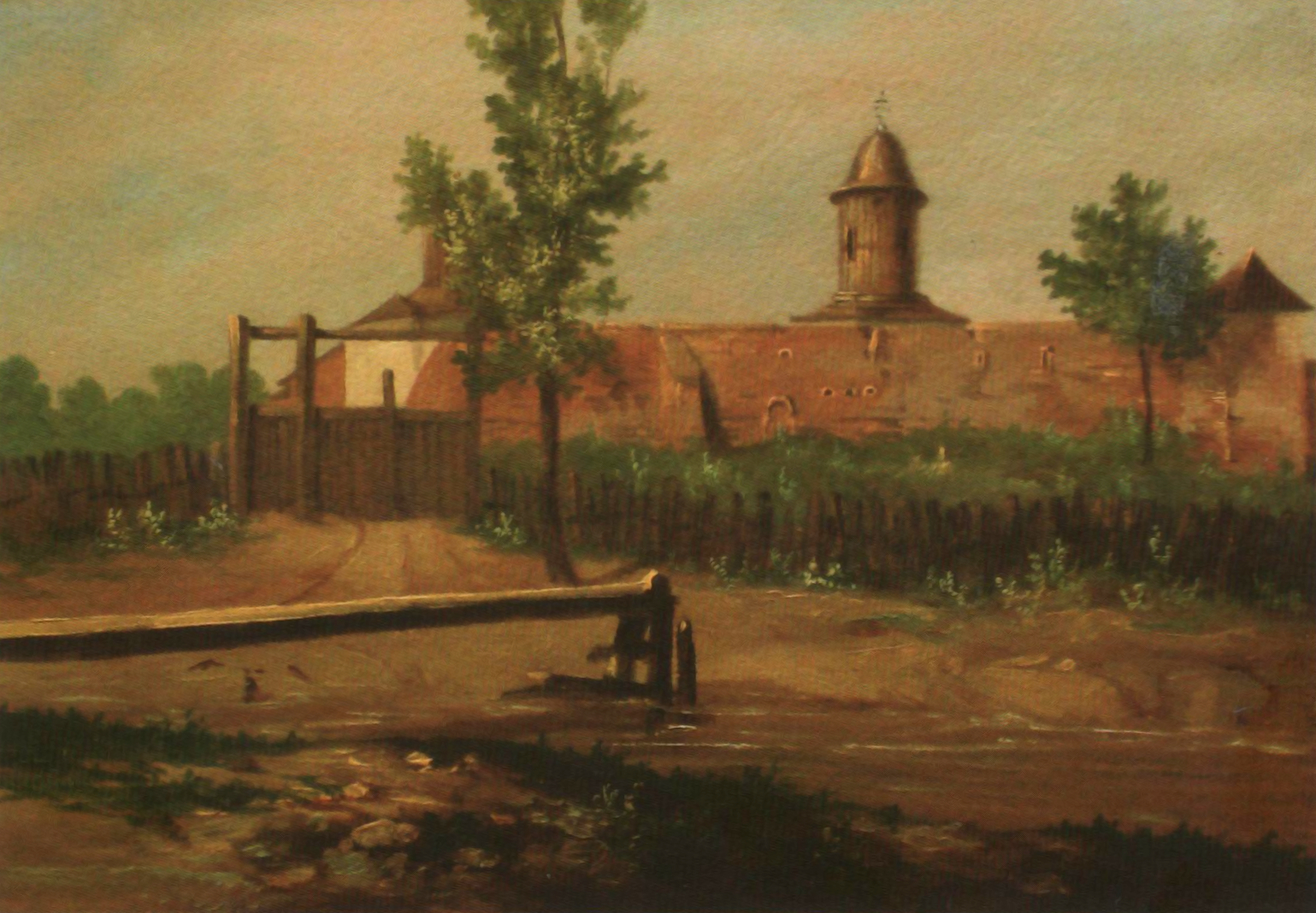
Mănăstirea Cotmeana
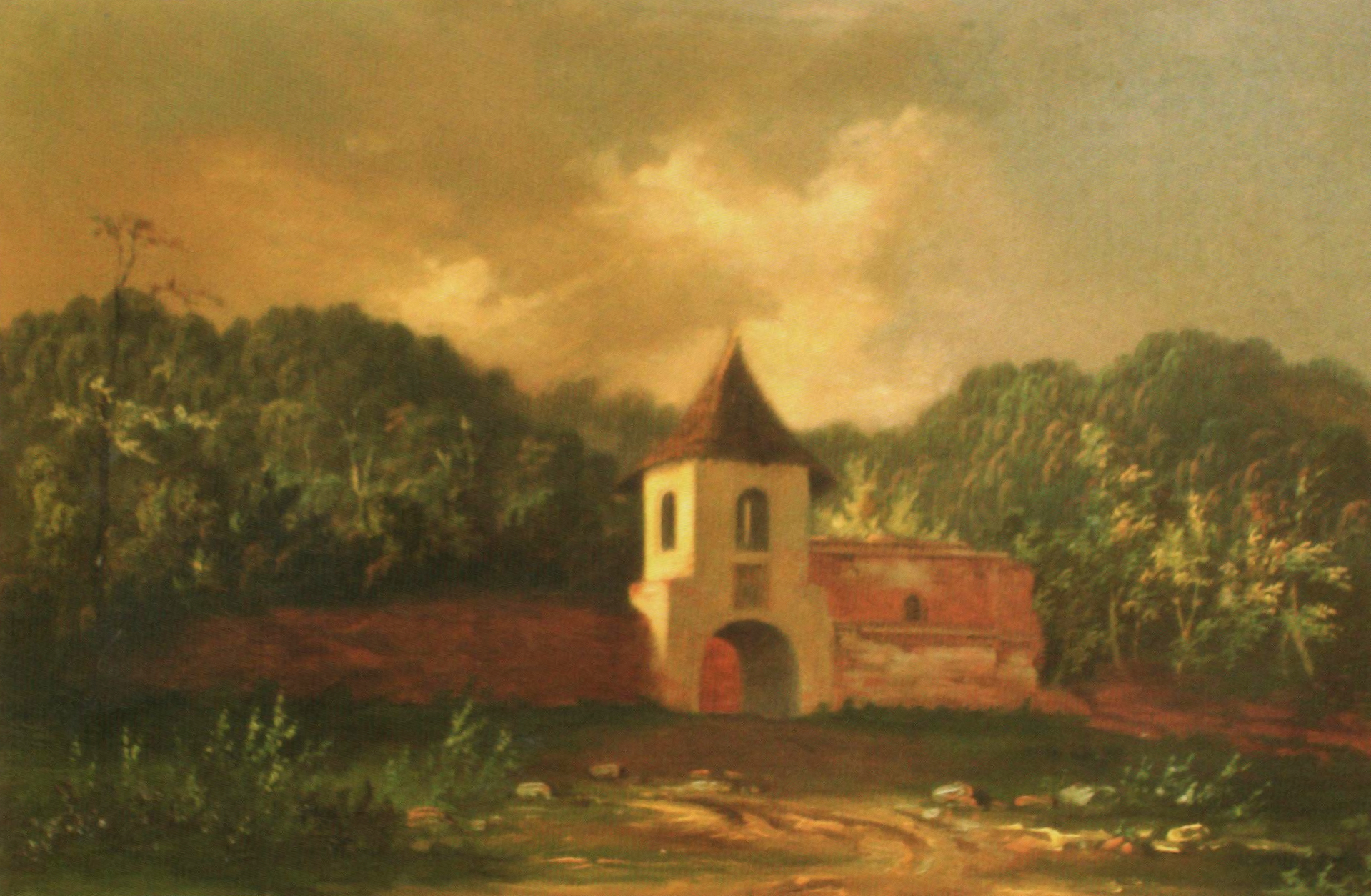
Ruinele turnului de lângă Horezu
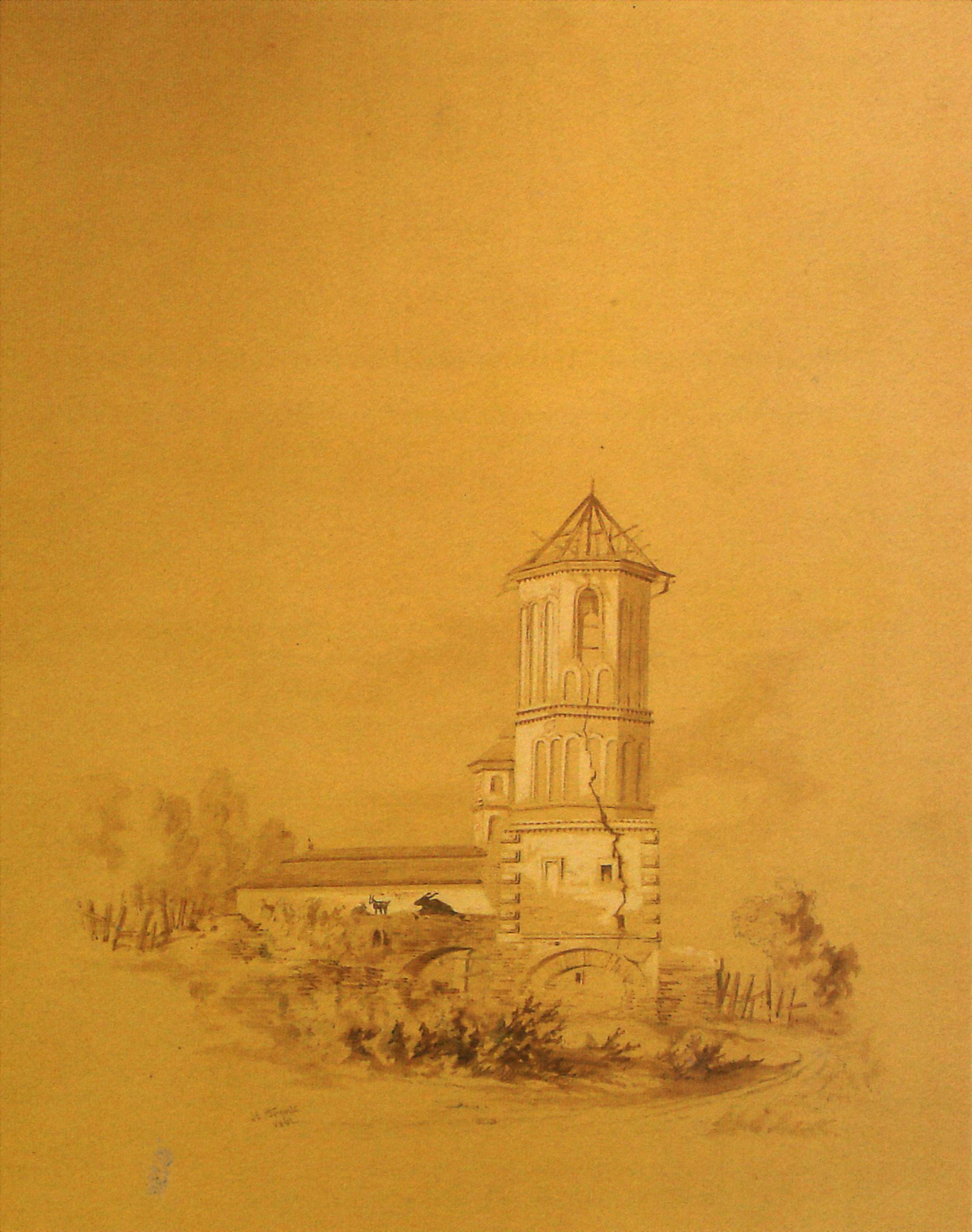
Ruinele Stănești

Schițele pentru tablouri care se aflau la Alexandru Odobescu, sunt:
| - Biserica S-tul Elefterie, din București; - Biserica Colței, din București; - Sculpturi de la biserica Colței; - Fațada bisericii Cornetul; - Ușa de intrare a mănăstirii Bistrița; - Biserica Fântânei; - Biserica lui Bucur, din București; - Biserica Stavropoleos, din București; - Biserica episcopală din Argeș; - Schitul Sghiab, Vâlcea; | - Schitul Scăueni, Argeș; - Mănăstirea Dintr-un lemn; - Mănăstirea Cozia; - Paraclisul Mitropoliei, din București; - Biserica Tuturor Sfinților; - Legătură de Evanghelie, Bistrița; - Fântâna din câmpul București; - Pagină dintr-un Evanghelier; - Portretele Domnițelor Ruxandra și Milița, episcopia de la Argeș; - Miniaturi din sec. al XV-lea, Bistrița; - Portretele lui Mircea și al fiului său, Cozia. |

## Activitatea expozițională la manifestările oficiale
- Expoziția artiștilor în viață din anul 1865
- Expoziția artiștilor în viață din anul 1868
- Expoziția artiștilor în viață din anul 1870
- Expoziția Societății Amicilor Bellelor Arte din anul 1873
- Expoziția artiștilor în viață din anul 1874